# 合群新村
合群社區是位在台灣高雄市左營區的一處集合式國民住宅群，又稱合群新城。是由原合群新村、建業新村、自治新村、崇實新村、自助新村、自立新村、自勉新村、復興新村改建所成而的集合式住宅，共有21棟公寓大樓，每棟地上14層，地下2層。行政區劃分屬左營區合群里。

## 外部連結
- 戀戀左營~眷村情
- 高雄市眷村文化館（页面存档备份，存于）